# Цаосянь
Цаося́нь (кит. упр. 曹县, пиньинь Cáo xiàn) — уезд городского округа Хэцзэ провинции Шаньдун (КНР). Уезд назван по существовавшей здесь в средние века области, которая в свою очередь была названа по древнему царству, располагавшемуся в этих местах.

## История
В эпоху Чжоу здесь существовало царство Цао, впоследствии завоёванное царством Сун, которое в свою очередь было завоёвано царством Чу.
Долгое время эти земли не составляли единой административной единицы. Лишь после того, как эти места были завоёваны чжурчжэнями и оказались в составе империи Цзинь, они вошли в состав уезда Цзиян (济阴县) области Цаочжоу (曹州). При империи Мин в 1368 году уезд Цзиян был расформирован, а его территория перешла под непосредственное управление властей области; в следующем году правление области перебралось на территорию современного уезда Цаосянь. В 1371 году область была понижена в статусе, и стала уездом — так появился уезд Цаосянь.
Во время войны с Японией в марте 1943 года в память о Лю Цибине, погибшем в боях с японскими захватчиками, уезд Цаосянь был переименован в Цибинь (齐滨县). В сентябре 1943 года на стыке уездов Цаосянь и Чэнъу был создан уезд Чэнцао (成曹县).
После капитуляции Японии уезд Чэнцао в сентябре 1945 года был расформирован, а на землях, ранее входивших в состав уезда Цаосянь, были созданы уезды Цаосянь и Фучэн (复程县).
В августе 1949 года была создана провинция Пинъюань, в составе которой были образованы Специальный район Хэцзэ (菏泽专区) и Специальный район Хуси (湖西专区); уезды Цибинь и Цаосянь вошли в состав Специального района Хэцзэ, а уезд Фучэн — в состав специального района Хуси, при этом уезд Цибинь был присоединён к уезду Цаосянь.
В ноябре 1952 года провинция Пинъюань была расформирована, и Специальные районы Хэцзэ и Хуси были переданы в состав провинции Шаньдун. В марте 1953 года был расформирован Специальный район Хуси, и уезд Фучэн перешёл в состав Специального района Хэцзэ. В 1956 году уезд Фучэн был расформирован, а его территория — разделена между уездами Цаосянь и Шаньсянь. В ноябре 1958 года Специальный район Хэцзэ был присоединён к Специальному району Цзинин (济宁专区), но в июне 1959 года был восстановлен в прежнем составе. В марте 1967 года Специальный район Хэцзэ был переименован в Округ Хэцзэ (菏泽地区).
Постановлением Госсовета КНР от 23 июня 2000 года были расформированы Округ Хэцзэ и город Хэцзэ, а вместо них с 8 января 2001 года был образован Городской округ Хэцзэ.

## Административное деление
Уезд делится на 5 уличных комитетов, 18 посёлков и 4 волости.

## Экономика
Основу экономики уезда составляет сельское хозяйство: Цаосянь специализируется на производстве спаржи (70 % китайского рынка) и клонировании коров. Кроме того, Цаосянь является крупнейшим в Китае центром по производству сценических костюмов для выступлений, костюмов ханьфу (40 % китайского рынка) и крупным центром по производству гробов (гробы местного производства занимают 90 % рынка Японии). В 2020 году валовой региональный продукт уезда достиг 46,3 млрд юаней, а объем экспорта — 8,2 млрд юаней.
В 2023 году в уезде работало свыше 2,5 тыс. предприятия по производству ханьфу, более 14,7 тыс. онлайн-магазинов и 206 офлайн-магазинов. В индустрии ханьфу было занято около 100 тыс. человек.